# Де ла Вилья, Хесус Мария
Хесус Мария Де ла Вилья (род. 30 июня 1958, Паленсия) — испанский шахматист, гроссмейстер (1999). Старший тренер ФИДЕ (2010).
Двукратный чемпион Испании (1985 и 1988). Победитель командного чемпионата Испании 2015 года в составе клуба «Solvay Torrelavega».
В составе национальной сборной участник 2-х Олимпиад (1988 и 1994).

## Изменения рейтинга
| Графики недоступны из-за технических проблем. См. информацию на Фабрикаторе и на mediawiki.org. |